# 手錠をかけろ!
『手錠をかけろ!』（てじょうをかけろ）は、1979年10月18日から同年12月27日までフジテレビ系列局で放送されていたテレビドラマである。国際放映とフジテレビの共同製作。全10話。放送時間は毎週木曜 20:00 - 20:54 （日本標準時）。

## 概要
東京「青山警察署」所属の刑事と出張先の地方の刑事と協力しあって難事件を解決していく刑事ドラマ。ロケは毎回地方で行われ、豪華ゲストが地方の刑事役で出演していた。
2006年、ホームドラマチャンネルで再放送されたが、それ以降は衛星波の再放送はされていない。
2021年発売の『COMICデカ』Vol7（RK MOOK）の付録DVDが、視聴できる唯一のソフトであったが、2024年10月に、初の全話収録映像ソフトであるDVD-BOXが、2025年1月にベストフィールドから発売されることが発表された。

## 出演者
- 荻島真一（村田刑事）
- 赤塚真人（小松刑事）
- 中田譲治（寺泉刑事、通称：テラ）
- 渡辺寛二（滝田刑事、通称：タキ）
- 阪本良介（立花刑事、通称：ボウヤ）
- 小池朝雄（鬼沢明正部長刑事、通称：チョウさん）
- 高橋昌也（北小路署長）
- 夏樹陽子（三杉ケイコ婦警）
- 松村達雄（矢ノ浦捜査課長）

## スタッフ
- プロデューサー：斉藤洋
- 脚本：放送リスト参照
- 監督：放送リスト参照
- 音楽：平尾昌晃

「手錠をかけろ!」
作詞：橋本淳 / 作曲・歌：平尾昌晃

## 放送リスト
| 話数 | 放送日          | サブタイトル                                 | 脚本            | 監督     | ゲスト                                                       |
| ---- | --------------- | -------------------------------------------- | --------------- | -------- | ------------------------------------------------------------ |
| 1    | 1979年 10月18日 | ペンフレンド狙撃事件 函館                    | 鴨井達比古      | 永野靖忠 | 西郷輝彦 林寛子 狩場勉 松本朝夫 舛田紀子 左とん平            |
| 2    | 10月25日        | ハードパンチャー強盗事件 伊勢志摩            | 猪又憲吾        | 江崎実生 | 宍戸錠                                                       |
| 3    | 11月1日         | 女子大生誘拐事件 上高地                      | 武末勝 松岡志奈 | 永野靖忠 | 宝田明 仁和令子 田崎潤 加藤和夫 星野昌子 鈴木真美子 阿部健多 |
| 4    | 11月8日         | 入試問題殺人事件 山口・津和野                | 池田一朗        | 永野靖忠 | 藤田弓子 穂積隆信 鹿又裕司                                   |
| 5    | 11月15日        | キャッシュカード盗難事件 仙台                | 中西隆三        | 永野靖忠 | 中村敦夫 高原駿雄 清家栄一 桑山正一 堀之紀                   |
| 6    | 11月22日        | 保険金殺人未遂事件 鹿児島                    | 鴨井達比古      | 永野靖忠 | 梅宮辰夫 清川新吾                                            |
| 7    | 11月29日        | 密輸拳銃を洗え!連続乱射事件 鳥取・島根       | 池田一朗        | 小平裕   | 篠田三郎 山田吾一 車だん吉 木村豊幸                          |
| 8    | 12月6日         | 女医殺人!エリートに罠を張れ 岡山             | 鴨井達比古      | 小平裕   | 竹脇無我 島田順司 大野木克志                                 |
| 9    | 12月20日        | 狙われた目撃者 怪盗VS子連れ刑事 神戸・淡路島 | 山崎巌 松岡志奈 | 江崎実生 | 藤田まこと なつきれい                                        |
| 10   | 12月27日        | アリバイを崩せ!観光ツアー殺人 京都           | 山崎巌 松岡志奈 | 江崎実生 | 藤岡琢也 志穂美悦子 江見俊太郎 福本清三                      |

## 前後番組
| フジテレビ系列 木曜20:00枠                                          | フジテレビ系列 木曜20:00枠                        | フジテレビ系列 木曜20:00枠                 |
| 前番組                                                              | 番組名                                            | 次番組                                     |
| ------------------------------------------------------------------- | ------------------------------------------------- | ------------------------------------------ |
| 三波伸介のチャンネル・インベーダー （1979年7月5日 - 1979年9月27日） | 手錠をかけろ! （1979年10月18日 - 1979年12月27日） | 大捜査線 （1980年1月10日 - 1980年9月11日） |